# Ostre stłuszczenie wątroby ciężarnych
Ostre stłuszczenie wątroby ciężarnych – rzadkie, zagrażające życiu powikłanie ciąży, które występuje w trzecim trymestrze ciąży lub bezpośrednio po porodzie. Uważa się, że jest powodowane zaburzonym metabolizmem kwasów tłuszczowych w mitochondriach matki, spowodowanym niedoborem enzymu LCHAD (dehydrogenaza 3-hydroksyacyl-koenzymu A długołańcuchowych kwasów tłuszczowych). Wcześniej uważano, że ostre stłuszczenie wątroby ciężarnych wiąże się z dużą umieralnością, ale intensywne leczenie stabilizujące stan matki poprzez dożylne podawanie płynów i produktów krwiopochodnych, z oczekiwaniem na możliwość wczesnego zakończenia ciąży, poprawiło rokowanie.

## Epidemiologia i rokowanie
Ostre stłuszczenie wątroby ciężarnych występuje rzadko; w przybliżeniu w jednej na 7000–15 000 ciąż. Śmiertelność w ostrym stłuszczeniu wątroby ciężarnych zmniejszyła się znacznie do 18% i jest obecnie związana przede wszystkim z powikłaniami, w szczególności zespołem rozsianego krzepnięcia wewnątrznaczyniowego i zakażeniami. Po porodzie, większość matek jest w dobrym stanie dzięki usunięciu przyczyny przeciążenia kwasami tłuszczowymi. Choroba może nawracać w przyszłych ciążach. Szacowane ryzyko genetyczne wynosi 25%, jednakże rzeczywista zapadalność jest niższa. Śmiertelność płodów również uległa znacznemu zmniejszeniu, ale nadal wynosi 23% i może być związana z koniecznością przedwczesnego porodu.

## Objawy i przebieg
Ostre stłuszczenie wątroby ciężarnych manifestuje się zwykle w trzecim trymestrze ciąży, ale może wystąpić w dowolnym czasie drugiej połowy ciąży, lub w połogu (okresie bezpośrednio po porodzie). Objawy pojawiają się średnio w 35–36 tygodniu ciąży. Objawy u matki są zazwyczaj niespecyficzne; nudności, wymioty, brak łaknienia i ból brzucha, żółtaczka i gorączka występujące u 70% pacjentów.
U pacjentek z cięższym przebiegiem choroby może dołączyć się stan przedrzucawkowy, który może doprowadzić do zajęcia dodatkowych układów, powodując wystąpienie ostrej niewydolności nerek encefalopatii wątrobowej i zapalenia trzustki. Odnotowano także moczówkę prostą jako powikłanie tego stanu.
W ostrym stłuszczeniu wątroby ciężarnych obserwuje się wiele nieprawidłowości w badaniach laboratoryjnych. Enzymy wątrobowe są podwyższone; enzymy AspAT i AlAT mogą być podniesione od wartości minimalnych do 1000 IU/L, ale zazwyczaj mieszczą się w zakresie 300-500. Bilirubina jest prawie zawsze podwyższona. Fosfataza zasadowa jest często podwyższona u kobiet w ciąży z powodu produkcji pochodzącej z łożyska, ale ostre stłuszczenie wątroby ciężarnych dodatkowo podwyższa jej poziom. Do innych zaburzeń należą: podwyższona liczba krwinek białych, hipoglikemia, podwyższone parametry krzepnięcia, w tym międzynarodowego współczynnika znormalizowanego (INR) oraz spadek stężenia fibrynogenu. Pełnoobjawowe rozsiane krzepnięcie wewnątrznaczyniowe (DIC) może wystąpić u aż 70% pacjentek.

## Rozpoznanie
Rozpoznanie ostrego stłuszczenia wątroby ciężarnych stawia się zazwyczaj na podstawie obrazu klinicznego, ale różnicowanie z innymi stanami z zajęciem wątroby może być trudne. Na rozpoznanie ostrego stłuszczenia wątroby ciężarnych wskazuje żółtaczka z niewielkim podniesieniem enzymów wątrobowych, zwiększenie liczby krwinek białych, rozsiane krzepnięcie wewnątrznaczyniowe oraz zły stan pacjentki.
Biopsja wątroby może dać ostateczną diagnozę, ale nie zawsze jest wykonywana, ze względu na zwiększoną skłonność do występowania krwawień w ostrym stłuszczeniu wątroby ciężarnych. Często wykonuje się badania, aby wykluczyć bardziej powszechne stany chorobowe, których objawy wyglądają podobnie, w tym wirusowe zapalenie wątroby, stan przedrzucawkowy, zespół HELLP, wewnątrzwątrobowa cholestaza ciężarnych i autoimmunologiczne zapalenie wątroby.

## Leczenie
W początkowym leczeniu stosuje się infuzję dożylną płynów, glukozy i produktów krwiopochodnych, w tym świeżego mrożonego osocza i krioprecypitatu do skorygowania DIC. Płód powinien być monitorowany przy pomocy kardiotokografii. Po ustabilizowaniu stanu matki zazwyczaj planuje się poród. Może być dokonany siłami natury, ale w przypadkach ciężkiego krwawienia lub narażeniu na stan matki może być konieczne wykonanie cięcia cesarskiego. 
Powikłania ostrego stłuszczenia wątroby ciężarnych mogą wymagać leczenia po porodzie, zwłaszcza jeśli wystąpi zapalenie trzustki. Transplantacja wątroby jest rzadko wymagana w leczeniu tego stanu, ale może być konieczna u matek z ciężkim DIC, z pęknięciem wątroby lub z ciężką encefalopatią.

## Historia
Choroba została po raz pierwszy opisana w 1940 roku przez Harolda Sheehana (1900–1988) jako "ostry żółty zanik" wątroby. Uważano, że jest związana z opóźnionymi objawami zatrucia chloroformem.